# Lanersbach

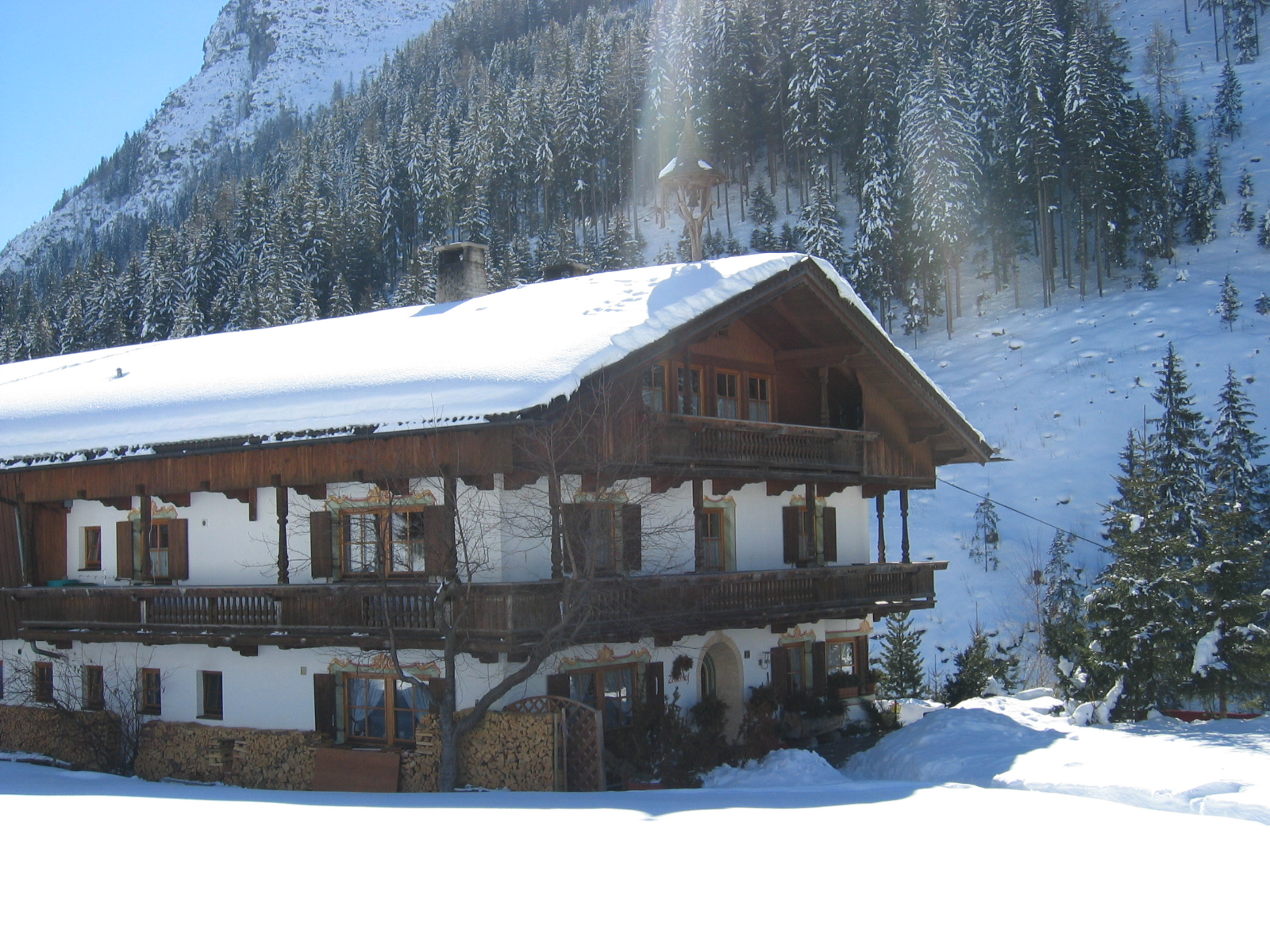
Lanersbach au bas du domaine skiable d'Eggalm

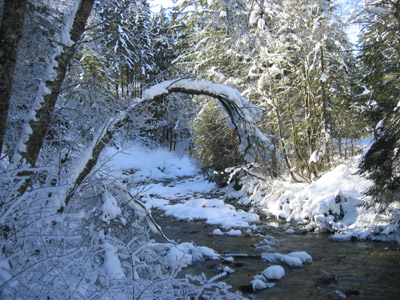
Lanersbach au bas du domaine skiable d'Eggalm

Lanersbach est le chef-lieu de la commune autrichienne de Tux. Il est situé dans le Tyrol.

## Géographie
Lanersbach est située dans la vallée de Tux, aux pieds de majestueuses chaînes de montagnes, à quelques kilomètres du célèbre glacier d'Hintertux. Ce petit village propose un domaine skiable abordable du nom de Eggalm, si certains préféreront Hintertux, tous pourront profiter de cette station.